# بطولة الأمم الرئيسية 1903
بطولة الأمم الرئيسية 1903 (بالإيطالية: Home Championship 1903)‏ هو الموسم 21 من  بطولة الأمم الرئيسية. كان عدد الأندية المشاركة فيه  4، وفاز فيه منتخب اسكتلندا الوطني لاتحاد الرغبي.